# روبوت ev3

## روبوت ev3

### روبوت LEGO Mindstorms EV3: شرح مفصّل
LEGO Mindstorms EV3 هو نظام متقدم يجمع بين البناء باستخدام قطع LEGO والبرمجة العملية لتصميم روبوتات قادرة على أداء مهام متعددة، مما يجعله أداة تعليمية مشهورة في تعليم العلوم والتكنولوجيا والهندسة والرياضيات (STEM). هذا الروبوت يلائم الفئات العمرية المختلفة، بدءًا من الطلاب المبتدئين وصولاً إلى المبرمجين المتقدمين، ويوفر منصة تفاعلية لتحسين المهارات التقنية والإبداعية.

### مكونات روبوت EV3

#### 1. الوحدة الذكية (EV3 Intelligent Brick):
- قلب النظام، وهي وحدة تحكم متطورة تعتمد على معالج ARM9 بقوة 400 ميجاهرتز.
- تتضمن شاشة LCD لعرض المعلومات وبرمجتها مباشرة.
- تحتوي على ذاكرة داخلية 16 ميجابايت مع منفذ لتوسيع السعة باستخدام بطاقة SD.
- تدعم الاتصال بـ Bluetooth، USB، وWi-Fi لتسهيل البرمجة والتحكم.

#### 2. المحركات:
- محرك كبير (Large Motor): يوفر عزم دوران قوي لتحريك الروبوت.
- محرك متوسط (Medium Motor): يسمح بحركات دقيقة وسريعة، مثالي للتحكم في الأدوات الميكانيكية.

#### 3. المستشعرات:
- مستشعر الألوان: يتعرف على الألوان المختلفة ويتبع الخطوط.
- مستشعر الموجات فوق الصوتية: لقياس المسافة والكشف عن العقبات.
- مستشعر اللمس: يتفاعل مع أوامر الضغط.
- مستشعر الجيروسكوب: يستخدم لاستشعار الدوران وتوجيه الروبوت بدقة.

#### 4. القطع الميكانيكية:
- أكثر من 500 قطعة من قطع LEGO Technic لتصميم الروبوتات بسهولة وتخصيصها حسب الحاجة.
- عجلات وأجزاء ميكانيكية تُستخدم لبناء روبوتات ذات وظائف متنوعة.

### البرمجة والبرمجيات
1. لغة البرمجة الرسومية:
  - يتم برمجة الروبوت باستخدام لغة تعتمد على السحب والإفلات، وهي مثالية للمبتدئين.
  - تحتوي البرمجيات على أوامر مخصصة لكل مستشعر ومحرك.
2. دعم البرمجة المتقدمة:
  - يدعم EV3 MicroPython، مما يتيح للمبرمجين المتقدمين كتابة أكواد أكثر تعقيدًا.
  - يسمح بالتكامل مع منصات مثل MATLAB وRobotC للبحث والتطوير.
3. التطبيقات التعليمية:
  - برنامج "مدرّب الروبوت" يقدم دروسًا تفاعلية، مثل تصميم روبوت يتبع الخطوط أو يتفاعل مع الأجسام 【33†source】.

### الاستخدامات التعليمية
يُعتبر EV3 أداة مثالية لتطوير المهارات التعليمية، مثل:
- التفكير التحليلي: من خلال تصميم روبوتات لحل مشكلات محددة.
- العمل الجماعي: يتيح استخدامه في مشاريع جماعية لتحسين التواصل والتعاون.
- التعلم بالممارسة: من خلال برمجة وتجريب مشاريع فعلية.

### أمثلة على الروبوتات المبتكرة باستخدام EV3
1. روبوت EV3RSTORM:
  - مجهز بأذرع متحركة وأسلحة قابلة للبرمجة.
  - يتميز بخوارزميات متقدمة للحركة والاستجابة للبيئة.
2. روبوت GRIPP3R:
  - مصمم لنقل الأجسام الثقيلة باستخدام آلية إمساك متطورة.
3. روبوت TRACK3R:
  - مزود بعجلات متعددة الأغراض ويُستخدم في استكشاف العقبات.

### المسابقات والفعاليات
يُستخدم EV3 في مسابقات دولية، مثل:
- FIRST LEGO League (FLL): تنافس فرق الطلاب لتطوير روبوتات قادرة على أداء مهام متعددة.
- World Robot Olympiad (WRO): منصة عالمية لتحديات البرمجة والروبوتات.

### الفوائد التعليمية والتقنية
1. تعزيز مهارات STEM:
  - يدمج بين التعلم النظري والتطبيقي في مجالات التكنولوجيا والهندسة.
2. تحفيز الإبداع:
  - يوفر مرونة في التصميم والبرمجة لتشجيع الطلاب على التفكير الإبداعي.
3. بناء مستقبل تقني:
  - يقدم أدوات تساعد الطلاب على فهم مفاهيم الذكاء الاصطناعي والتحكم الآلي.